# Провінції Пруссії
Це стаття про адміністративний поділ Пруссії.

## Історія

### Німецька Конфедерація
Західні
- Юліх-Клеве-Берг
- Нижній Рейн
- Саксонія
- Вестфалія

Східні
- Бранденбург
- Східна Пруссія
- Померанія
- Позен
- Сілезія
- Західна Пруссія

### Німецька Імперія
- Берлін
- Бранденбург
- Східна Пруссія
- Ганновер
- Гессен-Нассау
- Гогенцоллерн
- Померанія
- Позен
- Рейнська провінція
- Саксонія
- Шлезвіг-Гольштейн
- Сілезія
- Вестфалія
- Західна Пруссія

### Веймарська Республіка
- Берлін
- Бранденбург
- Східна Пруссія
- Ганновер
- Гессен-Нассау
- Гогенцоллерн
- Нижня Сілезія
- Померанія
- Позен-Західна Пруссія
- Рейнська провінція
- Саксонія
- Шлезвіг-Гольштейн
- Верхня Сілезія
- Вестфалія